# Holly Rose Emery
Holly Rose Emery (29 de mayo de 1996) es una modelo neozelandesa.  En 2013, apareció en la portada de la edición australiana de Vogue, que se refería a ella como "...una de las modelos más demandadas del hemisfero sur..."

## Primeros años
Emery vivía en Auckland y asistía a una escuela cristiana solo para niñas, donde jugaba al netball.
Pesaba 95 kg, los que interfería con el deporte.
Para mejor su habilidad física, optó por perder pesó, perdiendo 36 kg en 2 años.
Pasó de un Índice de masa corporal (IMC) de 29,32, que estaba a punto de colocarla como "obesa", hasta 18, que la colocaba por debajo de la línea de lo sano.
La pérdida de peso la ayudó para conseguir contratos de moda, pero muchos la criticaron en su colegio.

## Modelaje
Emery firmó con la agencia Red Eleven a los 16. 
Emery ha modelado en Londres, Milan, Nueva York, y París.
Su debut en la pasarela fue para Prada.
Ha modelado en eventoa de Chanel, Dries van Noten, Marc Jacobs, Marni, Miu Miu, Nina Ricci, y Valentino Garavani.  
En 2013, Daniel Robson de Harper's Bazaar dijo que Emery era una de las tres "grandes sorpresas de la New York Fashion Week."